# Taraxacum cognatum
Taraxacum cognatum — вид квіткових рослин з підродини цикорієвих (Cichorioideae).

## Поширення
Австрія, Чехія, Словаччина, Угорщина, Україна.

## Біоморфологічна характеристика
Це багаторічна рослина. Належить до Taraxacum sect. Palustria.